# اچ‌ام‌سی‌اس فرگس (کی۶۸۶)
اچ‌ام‌سی‌اس فرگس (کی۶۸۶) (به انگلیسی: HMCS Fergus (K686)) یک کشتی بود که طول آن ۲۰۸ فوت (۶۳٫۴۰ متر) بود. این کشتی در سال ۱۹۴۳ ساخته شد.